# Románia a 2008. évi nyári olimpiai játékokon
Románia a kínai Pekingben megrendezett 2008. évi nyári olimpiai játékok egyik részt vevő nemzete volt. Az országot az olimpián 16 sportágban 101 sportoló képviselte, akik összesen 8 érmet szereztek.
Románia a 29. legnagyobb küldöttséget alkotta a kínai fővárosban. Nem sokkal a csapat Kínába utazása előtt 3 sportolót kizártak a csapatból doppingvétség miatt. Az 1989-es román rendszerváltást követően ez volt az eddigi legkisebb létszámú küldöttség, amellyel Románia részt vett a nyári játékokon. A csapat zászlóvivője Valeria Beșe, a női kézilabda-válogatott csapatkapitánya volt.
Az ország nemzeti olimpiai bizottsága 100 000 eurós jutalmat ajánlott az olimpikonoknak minden egyes aranyéremért.

## Érmesek
| Érem  | Versenyző | Sportág   | Versenyszám                  |
| ----- | --- | --------- | ---------------------------- |
| Arany | Constantina Tomescu | Atlétika  | Női maraton                  |
| Arany | Alina Dumitru | Cselgáncs | Női légsúly                  |
| Arany | Georgeta Damian-Andrunache Viorica Susanu | Evezés    | Női kormányos nélküli kettes |
| Arany | Sandra Izbașa | Torna     | Női talaj                    |
| Ezüst | Ana Brânză | Vívás     | Női párbajtőr, egyéni        |
| Bronz | Constanța Burcică-Pipotă Viorica Susanu Rodica Florea-Șerban Barabás Enikő Simona Strimbeschi-Mușat Ioana Papuc Georgeta Damian-Andrunache Doina Ignat Elena Georgescu | Evezés    | Női nyolcas                  |
| Bronz | Steliana Nistor Sandra Izbașa Andreea Acatrinei Andreea Grigore Gabriela Drăgoi Anamaria Tămârjan                                                                      | Torna     | Női csapat összetett         |
| Bronz | Mihai Covaliu | Vívás     | Férfi kard, egyéni           |

## Asztalitenisz

### Férfi
| Versenyző     | Versenyszám | Selejtező         | 64-es főtábla     | 48-as főtábla                                 | 32-es főtábla                                                        | Nyolcaddöntő      | Negyeddöntő       | Elődöntő          | Döntő             | Helyezés |
| Versenyző     | Versenyszám | Ellenfél Eredmény | Ellenfél Eredmény | Ellenfél Eredmény                             | Ellenfél Eredmény                                                    | Ellenfél Eredmény | Ellenfél Eredmény | Ellenfél Eredmény | Ellenfél Eredmény | Helyezés |
| ------------- | ----------- | ----------------- | ----------------- | --------------------------------------------- | -------------------------------------------------------------------- | ----------------- | ----------------- | ----------------- | ----------------- | -------- |
| Adrian Crișan | Egyes       |                   |                   | Luis Lin (DOM) · 11-4, 11-2, 11-7, 9-11, 11-6 | Dimitrij Ovtcharov (GER) · 11-8, 11-7, 7-11, 9-11, 6-11, 12-10, 8-11 | kiesett           | kiesett           | kiesett           | kiesett           | 17.      |

### Női
| Versenyző        | Versenyszám | Selejtező         | 64-es főtábla                                 | 48-as főtábla                                             | 32-es főtábla     | Nyolcaddöntő      | Negyeddöntő       | Elődöntő          | Döntő             | Helyezés |
| Versenyző        | Versenyszám | Ellenfél Eredmény | Ellenfél Eredmény                             | Ellenfél Eredmény                                         | Ellenfél Eredmény | Ellenfél Eredmény | Ellenfél Eredmény | Ellenfél Eredmény | Ellenfél Eredmény | Helyezés |
| ---------------- | ----------- | ----------------- | --------------------------------------------- | --------------------------------------------------------- | ----------------- | ----------------- | ----------------- | ----------------- | ----------------- | -------- |
| Daniela Dodean   | Egyes       |                   |                                               | Kim Dzsong (PRK) · 5-11, 7-11, 5-11, 11-5, 8-11           | kiesett           | kiesett           | kiesett           | kiesett           | kiesett           | 33.      |
| Elizabeta Samara | Egyes       |                   | Fen Yang (CGO) · 11-4, 11-2, 6-11, 11-4, 11-6 | Viktorija Pavlavics (BLR) · 11-3, 8-11, 8-11, 7-11, 10-12 | kiesett           | kiesett           | kiesett           | kiesett           | kiesett           | 33.      |

#### Csapat
- Daniela Dodean
- Iulia Necula
- Elizabeta Samara

C csoport
| Csapat        | JM | GY | V | GyJ | VJ | PT |
| ------------- | -- | -- | - | --- | -- | -- |
| Hongkong      | 3  | 3  | 0 | 27  | 6  | 6  |
| Románia       | 3  | 2  | 1 | 23  | 20 | 4  |
| Lengyelország | 3  | 1  | 2 | 22  | 25 | 2  |
| Németország   | 3  | 0  | 3 | 7   | 28 | 0  |

| Németország | 0 – 3 | Románia |

| Hongkong | 3 – 0 | Románia |

| Lengyelország | 2 – 3 | Románia |

Vigaszág első kör
| Egyesült Államok | 3 – 1 | Románia |

| Csapat  | Helyezés |
| ------- | -------- |
| Románia | 7.       |

## Atlétika
Férfi
| Versenyző    | Versenyszám | Selejtező | Selejtező | Döntő    | Döntő    |
| Versenyző    | Versenyszám | Eredmény  | Helyezés  | Eredmény | Helyezés |
| ------------ | ----------- | --------- | --------- | -------- | -------- |
| Marian Oprea | Hármasugrás | 17,17 m   | 8.        | 17,22 m  | 5.       |

Női
| Versenyző               | Versenyszám     | Előfutam | Előfutam | Előfutam | Negyeddöntő | Negyeddöntő | Negyeddöntő | Elődöntő | Elődöntő | Elődöntő | Döntő   | Döntő    |
| Versenyző               | Versenyszám     | Idő      | Hely.    | Össz.    | Idő         | Hely.       | Össz.       | Idő      | Hely.    | Össz.    | Idő     | Helyezés |
| ----------------------- | --------------- | -------- | -------- | -------- | ----------- | ----------- | ----------- | -------- | -------- | -------- | ------- | -------- |
| Ionela Târlea-Manolache | 200 m           | 23,24    | 4.       | 21.      | 23,22       | 5.          | 20.         | kiesett  | kiesett  | kiesett  | kiesett | kiesett  |
| Mihaela Neacșu          | 800 m           | 2:03,03  | 6.       | 28.      |             |             |             | kiesett  | kiesett  | kiesett  | kiesett | kiesett  |
| Angela Moroșanu         | 400 m gát       | 56,07    | 4.       | 14.      |             |             |             | 57,67    | 8.       | 16.      | kiesett | kiesett  |
| Ancuta Bobocel          | 3000 m akadály  | 9:35,31  | 6.       | 23.      |             |             |             |          |          |          | kiesett | kiesett  |
| Cristina Casandra       | 3000 m akadály  | 9:22,38  | 4.       | 6.       |             |             |             |          |          |          | 9:16,85 | 5.       |
| Lidia Șimon             | Maraton         |          |          |          |             |             |             |          |          |          | 2:27:51 | 8.       |
| Luminița Talpoș         | Maraton         |          |          |          |             |             |             |          |          |          | 2:31:41 | 18.      |
| Constantina Tomescu     | Maraton         |          |          |          |             |             |             |          |          |          | 2:26:44 |          |
| Ana Maria Groza         | 20 km gyaloglás |          |          |          |             |             |             |          |          |          | 1:32:16 | 23.      |

| Versenyző                | Versenyszám   | Selejtező | Selejtező | Döntő    | Döntő    |
| Versenyző                | Versenyszám   | Eredmény  | Helyezés  | Eredmény | Helyezés |
| ------------------------ | ------------- | --------- | --------- | -------- | -------- |
| Viorica Țigău            | Távolugrás    | 644 cm    | 22.       | kiesett  | kiesett  |
| Adelina Gavrilă          | Hármasugrás   | 13,98 m   | 19.       | kiesett  | kiesett  |
| Anca Heltne              | Súlylökés     | 17,48 m   | 21.       | kiesett  | kiesett  |
| Nicoleta Grădinaru-Grasu | Diszkoszvetés | 62,51 m   | 2.        | 58,63    | 12.      |
| Bianca Perie             | Kalapácsvetés | 68,21 m   | 18.       | kiesett  | kiesett  |
| Monica Stoian            | Gerelyhajítás | 54,56 m   | 40.       | kiesett  | kiesett  |
| Felicia Țilea-Moldovan   | Gerelyhajítás | 60,81 m   | 10.       | 53,04    | 12.      |

## Birkózás

### Férfi
Kötöttfogású
| Versenyző       | Versenyszám | Selejtező                              | Nyolcaddöntő                          | Negyeddöntő       | Elődöntő          | Vigaszág első kör                 | Vigaszág elődöntő | Bronz- mérkőzés   | Döntő             | Helyezés |
| Versenyző       | Versenyszám | Ellenfél Eredmény                      | Ellenfél Eredmény                     | Ellenfél Eredmény | Ellenfél Eredmény | Ellenfél Eredmény                 | Ellenfél Eredmény | Ellenfél Eredmény | Ellenfél Eredmény | Helyezés |
| --------------- | ----------- | -------------------------------------- | ------------------------------------- | ----------------- | ----------------- | --------------------------------- | ----------------- | ----------------- | ----------------- | -------- |
| Virgil Munteanu | 55 kg       |                                        | Spenser Mango (USA) · 1-1, 2-5        | kiesett           | kiesett           |                                   |                   |                   |                   | 12.      |
| Eusebiu Diaconu | 60 kg       | Asraf el-Garábli (EGY) · 1-1, 1-1, 1-1 | Vitaliy Rəhimov (AZE) · 1-1, 3-0, 2-4 |                   |                   | Seng Csiang (CHN) · 1-5, 3-1, 1-2 | kiesett           | kiesett           |                   | 8.       |
| Ion Panait      | 66 kg       |                                        | Li Jen-jen (CHN) · 2-2, 1-1           | kiesett           | kiesett           |                                   |                   |                   |                   | 13.      |

Szabadfogású
| Versenyző         | Versenyszám | Selejtező         | Nyolcaddöntő                          | Negyeddöntő       | Elődöntő          | Vigaszág első kör | Vigaszág elődöntő                          | Bronz- mérkőzés                 | Döntő             | Helyezés |
| Versenyző         | Versenyszám | Ellenfél Eredmény | Ellenfél Eredmény                     | Ellenfél Eredmény | Ellenfél Eredmény | Ellenfél Eredmény | Ellenfél Eredmény                          | Ellenfél Eredmény               | Ellenfél Eredmény | Helyezés |
| ----------------- | ----------- | ----------------- | ------------------------------------- | ----------------- | ----------------- | ----------------- | ------------------------------------------ | ------------------------------- | ----------------- | -------- |
| Petru Toarcă      | 55 kg       |                   | Beszarion Gocsasvili (GEO) · 0-3, 0-3 | kiesett           | kiesett           |                   |                                            |                                 |                   | 18.      |
| Stefan Gheorghiță | 74 kg       |                   | Soslan Tigiyev (UZB) · 0-1, 0-1       |                   |                   |                   | Emzáriosz Betinídisz (GRE) · 0-3, 1-0, 1-0 | Murad Hajdarav (BLR) · 1-2, 1-3 |                   | 5.       |
| Rareș Chintoan    | 120 kg      |                   | Disney Rodríguez (CUB) · 0-5, 0-4     | kiesett           | kiesett           |                   |                                            |                                 |                   | 18.      |

### Női
Szabadfogású
| Versenyző       | Versenyszám | Selejtező         | Nyolcaddöntő                         | Negyeddöntő       | Elődöntő          | Vigaszág első kör | Vigaszág elődöntő                    | Bronz- mérkőzés                | Döntő             | Helyezés |
| Versenyző       | Versenyszám | Ellenfél Eredmény | Ellenfél Eredmény                    | Ellenfél Eredmény | Ellenfél Eredmény | Ellenfél Eredmény | Ellenfél Eredmény                    | Ellenfél Eredmény              | Ellenfél Eredmény | Helyezés |
| --------------- | ----------- | ----------------- | ------------------------------------ | ----------------- | ----------------- | ----------------- | ------------------------------------ | ------------------------------ | ----------------- | -------- |
| Estera Dobre    | 48 kg       |                   | Ingrid Medrano (ESA) · 1-5, 7-7, 0-0 | kiesett           | kiesett           |                   |                                      |                                |                   | 10.      |
| Ana-Maria Paval | 55 kg       |                   | Hszü Li (CHN) · 0-5, 0-3             |                   |                   |                   | Olga Szmirnova (KAZ) · 5-3, 1-1, 3-0 | Jaqueline Renteria (COL) · TUS |                   | 5.       |

## Cselgáncs
Férfi
| Versenyző    | Versenyszám  | Selejtező         | 32-es főtábla                     | Nyolcaddöntő                   | Negyeddöntő                        | Elődöntő          | Vigaszág első kör | Vigaszág negyeddöntő                 | Vigaszág elődöntő | Bronz- mérkőzés   | Döntő             | Helyezés |
| Versenyző    | Versenyszám  | Ellenfél Eredmény | Ellenfél Eredmény                 | Ellenfél Eredmény              | Ellenfél Eredmény                  | Ellenfél Eredmény | Ellenfél Eredmény | Ellenfél Eredmény                    | Ellenfél Eredmény | Ellenfél Eredmény | Ellenfél Eredmény | Helyezés |
| ------------ | ------------ | ----------------- | --------------------------------- | ------------------------------ | ---------------------------------- | ----------------- | ----------------- | ------------------------------------ | ----------------- | ----------------- | ----------------- | -------- |
| Daniel Brata | Félnehézsúly |                   | O'tkir Qurbonov (UZB) · 1000-0001 | Keith Morgan (CAN) · 1000-0000 | Mövlud Mirəliyev (AZE) · 0000-0110 |                   |                   | Levan Zsorzsoliani (GEO) · 0000-1001 | kiesett           | kiesett           |                   | 9.       |

Női
| Versenyző     | Versenyszám | Selejtező         | Nyolcaddöntő                       | Negyeddöntő                   | Elődöntő                     | Vigaszág első kör | Vigaszág negyeddöntő | Vigaszág elődöntő | Bronz- mérkőzés   | Döntő                          | Helyezés |
| Versenyző     | Versenyszám | Ellenfél Eredmény | Ellenfél Eredmény                  | Ellenfél Eredmény             | Ellenfél Eredmény            | Ellenfél Eredmény | Ellenfél Eredmény    | Ellenfél Eredmény | Ellenfél Eredmény | Ellenfél Eredmény              | Helyezés |
| ------------- | ----------- | ----------------- | ---------------------------------- | ----------------------------- | ---------------------------- | ----------------- | -------------------- | ----------------- | ----------------- | ------------------------------ | -------- |
| Alina Dumitru | Légsúly     |                   | Csernoviczki Éva (HUN) · 0101-0010 | Kim Jongran (KOR) · 1000-0000 | Tani Rjóko (JPN) · 0100-0010 |                   |                      |                   |                   | Yanet Bermoy (CUB) · 1100-0000 |          |

## Evezés
Női
| Versenyző | Versenyszám              | Előfutam | Előfutam | Vigaszág | Vigaszág | Elődöntő | Elődöntő | Elődöntő | Döntő | Döntő   | Döntő | Helyezés |
| Versenyző | Versenyszám              | Idő      | Hely.    | Idő      | Hely.    | Típus    | Idő      | Hely.    | Típus | Idő     | Hely. | Helyezés |
| --- | ------------------------ | -------- | -------- | -------- | -------- | -------- | -------- | -------- | ----- | ------- | ----- | -------- |
| Ionelia Neacșu Roxana Cogianu | Kétpárevezős             | 7:12,17  | 4.       | 7:01,69  | 3.       |          |          |          | B     | 7:20,99 | 3.    | 9.       |
| Georgeta Damian-Andrunache Viorica Susanu | Kormányos nélküli kettes | 7:22,69  | 1.       |          |          |          |          |          | A     | 7:20,60 | 1.    |          |
| Constanța Burcică-Pipotă Viorica Susanu Rodica Florea Barabás Enikő Simona Muşat Ioana Papuc Georgeta Damian Doina Ignat Elena Georgescu (kormányos) | Nyolcas                  | 6:05,77  | 1.       |          |          |          |          |          | A     | 6:07,25 | 3.    |          |

## Íjászat
Férfi
| Versenyző        | Versenyszám | Selejtező | Selejtező | 64-es főtábla                      | 32-es főtábla                             | Nyolcaddöntő      | Negyeddöntő       | Elődöntő          | Döntő             | Helyezés |
| Versenyző        | Versenyszám | Pont      | Kiemelt   | Ellenfél Eredmény                  | Ellenfél Eredmény                         | Ellenfél Eredmény | Ellenfél Eredmény | Ellenfél Eredmény | Ellenfél Eredmény | Helyezés |
| ---------------- | ----------- | --------- | --------- | ---------------------------------- | ----------------------------------------- | ----------------- | ----------------- | ----------------- | ----------------- | -------- |
| Alexandru Bodnar | Egyéni      | 614       | 60.       | Wan Khalmizam (MAS) (5.) · 106-105 | Juan Carlos Stevens (CUB) (28.) · 101-108 | kiesett           | kiesett           | kiesett           | kiesett           | 31.*     |

* - egy másik versenyzővel azonos eredményt ért el

## Kajak-kenu

### Síkvízi
Férfi
| Versenyző                      | Versenyszám        | Előfutam | Előfutam | Előfutam | Elődöntő | Elődöntő | Elődöntő | Döntő    | Döntő    |
| Versenyző                      | Versenyszám        | Idő      | Hely.    | Össz.    | Idő      | Hely.    | Össz.    | Idő      | Helyezés |
| ------------------------------ | ------------------ | -------- | -------- | -------- | -------- | -------- | -------- | -------- | -------- |
| Florin Mironcic                | Kenu egyes 500 m   | 1:48,608 | 2.       | 3.       | 1:51,535 | 2.       | 3.       | 1:49,861 | 7.       |
| Florin Mironcic                | Kenu egyes 1000 m  | 3:57,538 | 2.       | 4.       | 3:59,664 | 2.       | 5.       | 3:57,876 | 6.       |
| Iosif Chirilă Andrej Cuculici  | Kenu kettes 500 m  | 1:42,306 | 4.       | 6.       | 1:42,545 | 1.       | 1.       | 1:43,195 | 6.       |
| Constantin Popa Niculae Flocea | Kenu kettes 1000 m | 3:41,846 | 2. D     | 6.       |          |          |          | 3:40,342 | 4.       |

## Kézilabda

### Női

#### Eredmények
Csoportkör
A csoport
| Csapat              | M | Gy | D | V | G+  | G–  | Gk  | P  |
| ------------------- | - | -- | - | - | --- | --- | --- | -- |
| Norvégia (NOR)      | 5 | 5  | 0 | 0 | 154 | 106 | +48 | 10 |
| Románia (ROU)       | 5 | 4  | 0 | 1 | 150 | 112 | +89 | 8  |
| Kína (CHN)          | 5 | 2  | 0 | 3 | 122 | 135 | –13 | 4  |
| Franciaország (FRA) | 5 | 2  | 0 | 3 | 121 | 128 | –7  | 4  |
| Kazahsztán (KAZ)    | 5 | 1  | 1 | 3 | 109 | 137 | –28 | 3  |
| Angola (ANG)        | 5 | 0  | 1 | 4 | 109 | 147 | –38 | 1  |

| 2008. augusztus 9. 14:00 | Románia (ROU)   | 31–19       | Kazahsztán (KAZ)  | Olimpiai Sport Centrum, Peking Játékvezetők: Aires Menezes, Aparecido Pinto (BRA) |
| 2008. augusztus 9. 14:00 | Ardean-Elisei 6 | (13–10)     | Adzsiderszkaja 10 | Olimpiai Sport Centrum, Peking Játékvezetők: Aires Menezes, Aparecido Pinto (BRA) |
| 2008. augusztus 9. 14:00 | 5× 4× 1×        | Jegyzőkönyv | 7× 3×             | Olimpiai Sport Centrum, Peking Játékvezetők: Aires Menezes, Aparecido Pinto (BRA) |

| 2008. augusztus 11. 19:00 | Kína (CHN)         | 20–34       | Románia (ROU) | Olimpiai Sport Centrum, Peking Játékvezetők: Ljudovik, Vakula (UKR) |
| 2008. augusztus 11. 19:00 | Vej Csiu-hsziang 6 | (11–17)     | Amariei 9     | Olimpiai Sport Centrum, Peking Játékvezetők: Ljudovik, Vakula (UKR) |
| 2008. augusztus 11. 19:00 | 3× 3×              | Jegyzőkönyv | 5× 3×         | Olimpiai Sport Centrum, Peking Játékvezetők: Ljudovik, Vakula (UKR) |

| 2008. augusztus 13. 10:45 | Románia (ROU) | 34–26       | Franciaország (FRA) | Olimpiai Sport Centrum, Peking Játékvezetők: Lemme, Ullrich (GER) |
| 2008. augusztus 13. 10:45 | Maier 11      | (17–13)     | Tervel 6            | Olimpiai Sport Centrum, Peking Játékvezetők: Lemme, Ullrich (GER) |
| 2008. augusztus 13. 10:45 | 3× 3×         | Jegyzőkönyv | 4× 3×               | Olimpiai Sport Centrum, Peking Játékvezetők: Lemme, Ullrich (GER) |

| 2008. augusztus 15. 15:45 | Románia (ROU) | 28–23       | Angola (ANG) | Olimpiai Sport Centrum, Peking Játékvezetők: Aires Menezes, Aparecido Pinto (BRA) |
| 2008. augusztus 15. 15:45 | Maier 7       | (16–7)      | Almeida 8    | Olimpiai Sport Centrum, Peking Játékvezetők: Aires Menezes, Aparecido Pinto (BRA) |
| 2008. augusztus 15. 15:45 | 3× 2×         | Jegyzőkönyv | 2× 3×        | Olimpiai Sport Centrum, Peking Játékvezetők: Aires Menezes, Aparecido Pinto (BRA) |

| 2008. augusztus 17. 14:00 | Norvégia (NOR)     | 24–23       | Románia (ROU)           | Olimpiai Sport Centrum, Peking Játékvezetők: Csernyega, Polagyenko (RUS) |
| 2008. augusztus 17. 14:00 | Johansen, Lybekk 4 | (12–11)     | Amariei, Stanca-Gâlcă 5 | Olimpiai Sport Centrum, Peking Játékvezetők: Csernyega, Polagyenko (RUS) |
| 2008. augusztus 17. 14:00 | 4× 2×              | Jegyzőkönyv | 6× 4× 1×                | Olimpiai Sport Centrum, Peking Játékvezetők: Csernyega, Polagyenko (RUS) |

Negyeddöntő
| 2008. augusztus 19. 14:15 | Magyarország (HUN) | 34–30       | Románia (ROU) | Olimpiai Sport Centrum, Peking Játékvezetők: Liudowyk, Vakula (UKR) |
| 2008. augusztus 19. 14:15 | Kovacsicz 7        | (14–16)     | Maier 11      | Olimpiai Sport Centrum, Peking Játékvezetők: Liudowyk, Vakula (UKR) |
| 2008. augusztus 19. 14:15 | 2× 3×              | Jegyzőkönyv | 7× 3× 1×      | Olimpiai Sport Centrum, Peking Játékvezetők: Liudowyk, Vakula (UKR) |

Az 5–8. helyért
| 2008. augusztus 21. 14:15 | Románia (ROU) | 34–36 (h. u.)         | Franciaország (FRA) | Olimpiai Sport Centrum, Peking Játékvezetők: Licis, Stolarovs (LAT) |
| 2008. augusztus 21. 14:15 | Maier 9       | (13–12, 27–27, 31–31) | Baudouin 7          | Olimpiai Sport Centrum, Peking Játékvezetők: Licis, Stolarovs (LAT) |
| 2008. augusztus 21. 14:15 | 8× 4×         | Jegyzőkönyv           | 8× 4×               | Olimpiai Sport Centrum, Peking Játékvezetők: Licis, Stolarovs (LAT) |

A 7. helyért
| 2008. augusztus 23. 8:00 | Svédország (SWE) | 30–34       | Románia (ROU)           | Olimpiai Sport Centrum, Peking Játékvezetők: Elmoamli, Shaban Ali (EGY) |
| 2008. augusztus 23. 8:00 | Gulldén 9        | (15–17)     | Meirosu, Stanca-Gâlcă 6 | Olimpiai Sport Centrum, Peking Játékvezetők: Elmoamli, Shaban Ali (EGY) |
| 2008. augusztus 23. 8:00 | 4× 4×            | Jegyzőkönyv | 2× 3×                   | Olimpiai Sport Centrum, Peking Játékvezetők: Elmoamli, Shaban Ali (EGY) |

| Csapat        | Helyezés |
| ------------- | -------- |
| Románia (ROU) | 7.       |

## Műugrás
Férfi
| Versenyző           | Versenyszám        | Selejtező | Selejtező | Elődöntő | Elődöntő | Döntő   | Döntő    |
| Versenyző           | Versenyszám        | Pont      | Helyezés  | Pont     | Helyezés | Pont    | Helyezés |
| ------------------- | ------------------ | --------- | --------- | -------- | -------- | ------- | -------- |
| Constantin Popovici | Egyéni toronyugrás | 392,30    | 23.       | kiesett  | kiesett  | kiesett | kiesett  |

Női
| Versenyző      | Versenyszám        | Selejtező | Selejtező | Elődöntő | Elődöntő | Döntő   | Döntő    |
| Versenyző      | Versenyszám        | Pont      | Helyezés  | Pont     | Helyezés | Pont    | Helyezés |
| -------------- | ------------------ | --------- | --------- | -------- | -------- | ------- | -------- |
| Ramona Ciobanu | Egyéni toronyugrás | 279,10    | 24.       | kiesett  | kiesett  | kiesett | kiesett  |

## Ökölvívás
| Versenyző        | Versenyszám  | Selejtező                      | Nyolcaddöntő                    | Negyeddöntő                | Elődöntő          | Döntő             | Helyezés |
| Versenyző        | Versenyszám  | Ellenfél Eredmény              | Ellenfél Eredmény               | Ellenfél Eredmény          | Ellenfél Eredmény | Ellenfél Eredmény | Helyezés |
| ---------------- | ------------ | ------------------------------ | ------------------------------- | -------------------------- | ----------------- | ----------------- | -------- |
| Georgian Popescu | Könnyűsúly   | Sadam Ali (USA) · 20-5         | Francisco Vargas (MEX) · 14-4   | Yordenis Ugas (CUB) · 7-11 | kiesett           | kiesett           | 5.       |
| Ionuț Gheorghe   | Kisváltósúly | Jonathan González (PUR) · 21-4 | Morteza Szepahvandi (IRI) · 4-8 | kiesett                    | kiesett           | kiesett           | 9.       |

## Sportlövészet
Férfi
| Versenyző       | Versenyszám          | Selejtező | Selejtező | Döntő   | Döntő    |
| Versenyző       | Versenyszám          | Pont      | Helyezés  | Pont    | Helyezés |
| --------------- | -------------------- | --------- | --------- | ------- | -------- |
| Iulian Raicea   | Légpisztoly          | 567       | 43.       | kiesett | kiesett  |
| Iulian Raicea   | Gyorstüzelő pisztoly | 576       | 9.        | kiesett | kiesett  |
| Alin Moldoveanu | Légpuska             | 596       | 3.        | 698,9   | 4.       |
| Ioan Toman      | Skeet                | 108       | 35.       | kiesett | kiesett  |

Női
| Versenyző       | Versenyszám | Selejtező | Selejtező | Döntő   | Döntő    |
| Versenyző       | Versenyszám | Pont      | Helyezés  | Pont    | Helyezés |
| --------------- | ----------- | --------- | --------- | ------- | -------- |
| Lucia Mihalache | Skeet       | 66        | 10.       | kiesett | kiesett  |

## Súlyemelés
Férfi
| Versenyző      | Versenyszám | Szakítás | Szakítás | Lökés                    | Lökés                    | Összesen | Helyezés |
| Versenyző      | Versenyszám | Eredmény | Helyezés | Eredmény                 | Helyezés                 | Összesen | Helyezés |
| -------------- | ----------- | -------- | -------- | ------------------------ | ------------------------ | -------- | -------- |
| Antoniu Buci   | 62 kg       | 130,0    | 9.*      | 165,0                    | 3.                       | 295,0    | 4.       |
| Răzvan Martin  | 69 kg       | 130,0    | 22.      | 158,0                    | 18.*                     | 288,0    | 19.      |
| Alexandru Roșu | 69 kg       | 136,0    | 14.      | érvényes kísérlet nélkül | érvényes kísérlet nélkül | kiesett  | kiesett  |
| Răzvan Rusu    | 77 kg       | 140,0    | 21.**    | 170,0                    | 18.**                    | 310,0    | 18.      |

Női
| Versenyző    | Versenyszám | Szakítás | Szakítás | Lökés    | Lökés    | Összesen | Helyezés |
| Versenyző    | Versenyszám | Eredmény | Helyezés | Eredmény | Helyezés | Összesen | Helyezés |
| ------------ | ----------- | -------- | -------- | -------- | -------- | -------- | -------- |
| Roxana Cocoș | 58 kg       | 89,0     | 10.      | 115,0    | 8.       | 204,0    | 8.       |

* - egy másik versenyzővel azonos eredményt ért el

** - két másik versenyzővel azonos eredményt ért el

## Tenisz
Férfi
| Versenyző      | Versenyszám | 64-es főtábla                        | 32-es főtábla                 | Nyolcaddöntő      | Negyeddöntő       | Elődöntő          | Bronz- mérkőzés   | Döntő             | Helyezés |
| Versenyző      | Versenyszám | Ellenfél Eredmény                    | Ellenfél Eredmény             | Ellenfél Eredmény | Ellenfél Eredmény | Ellenfél Eredmény | Ellenfél Eredmény | Ellenfél Eredmény | Helyezés |
| -------------- | ----------- | ------------------------------------ | ----------------------------- | ----------------- | ----------------- | ----------------- | ----------------- | ----------------- | -------- |
| Victor Hănescu | Egyes       | Simone Bolelli (ITA) · 7-5, 3-6, 6-4 | Gaël Monfils (FRA) · 4-6, 6-7 | kiesett           | kiesett           | kiesett           | kiesett           | kiesett           | 17.      |

Női
| Versenyző      | Versenyszám | 64-es főtábla                    | 32-es főtábla     | Nyolcaddöntő      | Negyeddöntő       | Elődöntő          | Bronz- mérkőzés   | Döntő             | Helyezés |
| Versenyző      | Versenyszám | Ellenfél Eredmény                | Ellenfél Eredmény | Ellenfél Eredmény | Ellenfél Eredmény | Ellenfél Eredmény | Ellenfél Eredmény | Ellenfél Eredmény | Helyezés |
| -------------- | ----------- | -------------------------------- | ----------------- | ----------------- | ----------------- | ----------------- | ----------------- | ----------------- | -------- |
| Sorana Cîrstea | Egyes       | Sahar Peér (ISR) · 3-6, 7-5, 0-6 | kiesett           | kiesett           | kiesett           | kiesett           | kiesett           | kiesett           | 33.      |

## Torna
Férfi
| Versenyző                                                                                  | Versenyszám      | Selejtező | Selejtező | Döntő    | Döntő    |
| Versenyző                                                                                  | Versenyszám      | Pontszám  | Helyezés  | Pontszám | Helyezés |
| ------------------------------------------------------------------------------------------ | ---------------- | --------- | --------- | -------- | -------- |
| Adrian Bucur                                                                               | Talaj            | 14,725    | 43.       | kiesett  | kiesett  |
| Adrian Bucur                                                                               | Ugrás            | 15,700    |           | kiesett  | kiesett  |
| Adrian Bucur                                                                               | Korlát           | 14,825    | 53.       | kiesett  | kiesett  |
| Adrian Bucur                                                                               | Nyújtó           | 13,750    | 63.       | kiesett  | kiesett  |
| Adrian Bucur                                                                               | Gyűrű            | 14,950    | 34.       | kiesett  | kiesett  |
| Adrian Bucur                                                                               | Lólengés         | 12,525    | 73.       | kiesett  | kiesett  |
| Adrian Bucur                                                                               | Egyéni összetett | 86,475    | 36.       | kiesett  | kiesett  |
| Marian Drăgulescu                                                                          | Talaj            | 15,925    | 2.        | 14,850   | 7.       |
| Marian Drăgulescu                                                                          | Ugrás            | 16,762    | 1.        | 16,225   | 4.       |
| Marian Drăgulescu                                                                          | Nyújtó           | 14,800    | 29.       | kiesett  | kiesett  |
| Marian Drăgulescu                                                                          | Egyéni összetett | 47,350    | 71.       | kiesett  | kiesett  |
| Flavius Koczi                                                                              | Talaj            | 15,125    | 27.       | kiesett  | kiesett  |
| Flavius Koczi                                                                              | Ugrás            | 16,587    | 5.        | 15,925   | 7.       |
| Flavius Koczi                                                                              | Korlát           | 15,075    | 47.       | kiesett  | kiesett  |
| Flavius Koczi                                                                              | Nyújtó           | 15,025    | 21.       | kiesett  | kiesett  |
| Flavius Koczi                                                                              | Gyűrű            | 13,950    | 61.       | kiesett  | kiesett  |
| Flavius Koczi                                                                              | Lólengés         | 14,400    | 34.       | kiesett  | kiesett  |
| Flavius Koczi                                                                              | Egyéni összetett | 90,175    | 16.       | 89,575   | 18.      |
| Daniel Popescu                                                                             | Talaj            | 14,575    | 49.       | kiesett  | kiesett  |
| Daniel Popescu                                                                             | Ugrás            | 15,262    | 15.       | kiesett  | kiesett  |
| Daniel Popescu                                                                             | Korlát           | 14,525    | 62.       | kiesett  | kiesett  |
| Daniel Popescu                                                                             | Nyújtó           | 13,325    | 71.       | kiesett  | kiesett  |
| Daniel Popescu                                                                             | Gyűrű            | 13,975    | 59.       | kiesett  | kiesett  |
| Daniel Popescu                                                                             | Lólengés         | 14,500    | 26.       | kiesett  | kiesett  |
| Daniel Popescu                                                                             | Egyéni összetett | 87,300    | 32.       | kiesett  | kiesett  |
| Răzvan Şelariu                                                                             | Talaj            | 15,400    | 16.       | kiesett  | kiesett  |
| Răzvan Şelariu                                                                             | Ugrás            | 12,900    |           | kiesett  | kiesett  |
| Răzvan Şelariu                                                                             | Korlát           | 14,950    | 48.       | kiesett  | kiesett  |
| Răzvan Şelariu                                                                             | Nyújtó           | 13,475    | 70.       | kiesett  | kiesett  |
| Răzvan Şelariu                                                                             | Gyűrű            | 15,175    | 25.       | kiesett  | kiesett  |
| Răzvan Şelariu                                                                             | Lólengés         | 14,075    | 44.       | kiesett  | kiesett  |
| Răzvan Şelariu                                                                             | Egyéni összetett | 85,975    | 38.       | kiesett  | kiesett  |
| George Stanescu                                                                            | Korlát           | 15,200    | 38.       | kiesett  | kiesett  |
| George Stanescu                                                                            | Gyűrű            | 15,750    | 8.        | 15,825   | 7.       |
| George Stanescu                                                                            | Lólengés         | 12,925    | 70.       | kiesett  | kiesett  |
| George Stanescu                                                                            | Egyéni összetett | 43,875    | 78.       | kiesett  | kiesett  |
| Marian Drăgulescu Flavius Koczi Răzvan Șelariu Daniel Popescu Adrian Bucur George Stanescu | Csapat összetett | 359,350   | 8.        | 274,175  | 7.       |

Női
| Versenyző                                                                                         | Versenyszám      | Selejtező | Selejtező | Döntő    | Döntő    |
| Versenyző                                                                                         | Versenyszám      | Pontszám  | Helyezés  | Pontszám | Helyezés |
| ------------------------------------------------------------------------------------------------- | ---------------- | --------- | --------- | -------- | -------- |
| Andreea Acatrinei                                                                                 | Talaj            | 14,775    | 16.       | kiesett  | kiesett  |
| Andreea Acatrinei                                                                                 | Ugrás            | 14,350    |           | kiesett  | kiesett  |
| Andreea Acatrinei                                                                                 | Gerenda          | 14,175    | 52.       | kiesett  | kiesett  |
| Andreea Acatrinei                                                                                 | Egyéni összetett | 43,300    | 71.       | kiesett  | kiesett  |
| Gabriela Drăgoi                                                                                   | Talaj            | 14,250    | 38.       | kiesett  | kiesett  |
| Gabriela Drăgoi                                                                                   | Felemás korlát   | 14,225    | 53.       | kiesett  | kiesett  |
| Gabriela Drăgoi                                                                                   | Gerenda          | 15,450    | 12.       | 15,625   | 5.       |
| Gabriela Drăgoi                                                                                   | Egyéni összetett | 43,925    | 66.       | kiesett  | kiesett  |
| Andreea Grigore                                                                                   | Ugrás            | 14,700    |           | kiesett  | kiesett  |
| Andreea Grigore                                                                                   | Felemás korlát   | 13,975    | 59.       | kiesett  | kiesett  |
| Andreea Grigore                                                                                   | Egyéni összetett | 28,675    | 88.       | kiesett  | kiesett  |
| Sandra Izbașa                                                                                     | Talaj            | 15,475    | 2.        | 15,650   |          |
| Sandra Izbașa                                                                                     | Ugrás            | 15,100    |           | kiesett  | kiesett  |
| Sandra Izbașa                                                                                     | Felemás korlát   | 13,575    | 65.       | kiesett  | kiesett  |
| Sandra Izbașa                                                                                     | Gerenda          | 15,225    | 16.       | kiesett  | kiesett  |
| Sandra Izbașa                                                                                     | Egyéni összetett | 59,375    | 13.       | 60,750   | 8.       |
| Steliana Nistor                                                                                   | Talaj            | 14,550    | 24.       | kiesett  | kiesett  |
| Steliana Nistor                                                                                   | Ugrás            | 14,900    |           | kiesett  | kiesett  |
| Steliana Nistor                                                                                   | Felemás korlát   | 15,975    | 4.        | 15,575   | 7.       |
| Steliana Nistor                                                                                   | Gerenda          | 15,075    | 22.       | kiesett  | kiesett  |
| Steliana Nistor                                                                                   | Egyéni összetett | 60,500    | 8.        | 61,050   | 5.       |
| Anamaria Tămârjan                                                                                 | Talaj            | 14,500    | 27.       | kiesett  | kiesett  |
| Anamaria Tămârjan                                                                                 | Ugrás            | 15,025    |           | kiesett  | kiesett  |
| Anamaria Tămârjan                                                                                 | Felemás korlát   | 14,275    | 51.       | kiesett  | kiesett  |
| Anamaria Tămârjan                                                                                 | Gerenda          | 15,200    | 17.       | kiesett  | kiesett  |
| Anamaria Tămârjan                                                                                 | Egyéni összetett | 59,000    | 16.       | kiesett  | kiesett  |
| Steliana Nistor Sandra Izbașa Andreea Acatrinei Andreea Grigore Gabriela Drăgoi Anamaria Tămârjan | Csapat összetett | 238,425   | 4.        | 181,525  |          |

## Úszás
Férfi
| Versenyző                                                    | Versenyszám            | Előfutam | Előfutam | Előfutam | Elődöntő | Elődöntő | Elődöntő | Döntő   | Döntő    |
| Versenyző                                                    | Versenyszám            | Idő      | Hely.    | Össz.    | Idő      | Hely.    | Össz.    | Idő     | Helyezés |
| ------------------------------------------------------------ | ---------------------- | -------- | -------- | -------- | -------- | -------- | -------- | ------- | -------- |
| Dragoș Coman                                                 | 400 m gyors            | 3:47,79  | 7.       | 17.      |          |          |          | kiesett | kiesett  |
| Dragoș Coman                                                 | 1 500 m gyors          | 15:24,05 | 5.       | 28.      |          |          |          | kiesett | kiesett  |
| Răzvan Florea                                                | 100 m hát              | 54,89    | 6.*      | 20.*     | kiesett  | kiesett  | kiesett  | kiesett | kiesett  |
| Răzvan Florea                                                | 200 m hát              | 1:57,97  | 3.       | 10.      | 1:56,45  | 2.       | 5.       | 1:56,52 | 7.       |
| Ioan Gherghel                                                | 100 m pillangó         | 52,50    | 3.       | 28.      | kiesett  | kiesett  | kiesett  | kiesett | kiesett  |
| Ioan Gherghel                                                | 200 m pillangó         | 1:56,09  | 5.       | 13.      | 1:56,57  | 8.       | 14.      | kiesett | kiesett  |
| Valentin Preda                                               | 100 m mell             | 1:01,77  | 3.*      | 31.*     | kiesett  | kiesett  | kiesett  | kiesett | kiesett  |
| Norbert Trandafir                                            | 50 m gyors             | 22,80    | 2.       | 43.      | kiesett  | kiesett  | kiesett  | kiesett | kiesett  |
| Norbert Trandafir                                            | 100 m gyors            | 50,74    | 7.       | 50.      | kiesett  | kiesett  | kiesett  | kiesett | kiesett  |
| Răzvan Florea Valentin Preda Ioan Gherghel Norbert Trandafir | 4 × 100 m vegyes váltó | 3:38,00  | 5.       | 13.      |          |          |          | kiesett | kiesett  |

Női
| Versenyző     | Versenyszám | Előfutam | Előfutam | Előfutam | Elődöntő | Elődöntő | Elődöntő | Döntő   | Döntő    |
| Versenyző     | Versenyszám | Idő      | Hely.    | Össz.    | Idő      | Hely.    | Össz.    | Idő     | Helyezés |
| ------------- | ----------- | -------- | -------- | -------- | -------- | -------- | -------- | ------- | -------- |
| Camelia Potec | 200 m gyors | 1:57,65  | 3.       | 9.       | 1:57,71  | 2.       | 6.       | 1:56,87 | 5.       |
| Camelia Potec | 400 m gyors | 4:04,55  | 1.       | 7.       |          |          |          | 4:04,66 | 6.       |
| Camelia Potec | 800 m gyors | 8:19,70  | 1.       | 2.       |          |          |          | 8:23,11 | 4.       |

* - egy másik versenyzővel azonos időt ért el

## Vívás
Férfi
| Versenyző        | Versenyszám  | Selejtező         | 32-es főtábla                 | Nyolcaddöntő                | Negyeddöntő                         | Elődöntő                    | Bronz- mérkőzés             | Döntő             | Helyezés |
| Versenyző        | Versenyszám  | Ellenfél Eredmény | Ellenfél Eredmény             | Ellenfél Eredmény           | Ellenfél Eredmény                   | Ellenfél Eredmény           | Ellenfél Eredmény           | Ellenfél Eredmény | Helyezés |
| ---------------- | ------------ | ----------------- | ----------------------------- | --------------------------- | ----------------------------------- | --------------------------- | --------------------------- | ----------------- | -------- |
| Virgil Saliscan  | Tőr, egyéni  |                   | Richard Kruse (GBR) · 6-15    | kiesett                     | kiesett                             | kiesett                     | kiesett                     | kiesett           | 19.      |
| Mihai Covaliu    | Kard, egyéni |                   | Valerij Prijomka (BLR) · 15-9 | Csou Han-ming (CHN) · 15-12 | Aljakszandr Bujkevics (BLR) · 15-13 | Nicolas Lopez (FRA) · 13-15 | Julien Pillet (FRA) · 15-11 |                   |          |
| Rareș Dumitrescu | Kard, egyéni |                   | Mamadou Keita (SEN) · 15-7    | Julien Pillet (FRA) · 13-15 | kiesett                             | kiesett                     | kiesett                     | kiesett           | 11.      |

Női
| Versenyző      | Versenyszám       | Selejtező         | 32-es főtábla              | Nyolcaddöntő                | Negyeddöntő                 | Elődöntő                           | Bronz- mérkőzés   | Döntő                          | Helyezés |
| Versenyző      | Versenyszám       | Ellenfél Eredmény | Ellenfél Eredmény          | Ellenfél Eredmény           | Ellenfél Eredmény           | Ellenfél Eredmény                  | Ellenfél Eredmény | Ellenfél Eredmény              | Helyezés |
| -------------- | ----------------- | ----------------- | -------------------------- | --------------------------- | --------------------------- | ---------------------------------- | ----------------- | ------------------------------ | -------- |
| Cristina Stahl | Tőr, egyéni       |                   | Katja Wächter (GER) · 6-15 | kiesett                     | kiesett                     | kiesett                            | kiesett           | kiesett                        | 18.      |
| Ana Brânză     | Párbajtőr, egyéni |                   |                            | Harada Megumi (JPN) · 15-11 | Ljubov Sutova (RUS) · 15-13 | Mincza-Nébald Ildikó (HUN) · 15-14 |                   | Britta Heidemann (GER) · 11-15 |          |